# Ронкоферраро
Ронкоферраро (італ. Roncoferraro) — муніципалітет в Італії, у регіоні Ломбардія,  провінція Мантуя.
Ронкоферраро розташоване на відстані близько 380 км на північ від Рима, 140 км на схід від Мілана, 12 км на південний схід від Мантуї.
Населення — 7193 особи (2014).
Покровитель — San Giovanni.

## Демографія
Населення за роками:

Станом на 1 січня 2023 року в муніципалітеті офіційно проживав 631 іноземець з 38 країн, серед них 199 громадян країн Євросоюзу та 37 громадян України.

## Сусідні муніципалітети
- Баньоло-Сан-Віто
- Бігарелло
- Кастель-д'Аріо
- Мантуя
- Сан-Джорджо-ді-Мантова
- Сустіненте
- Віллімпента